# CorelDRAW
CorelDRAW е софтуерен пакет за обработка на векторна графика, разработена от канадската корпорация Корел, която е базирана в град Отава, Канада.
Програмата създава и редактира векторни цифрови изображения с илюстративен характер, предназначени за печат, Уеб и други медии. Последната версия на системата, наречена X6 (всъщност версия 16), излиза през март 2012 г.
Програмата е двумерно-равнинна (2D), защото координатната ѝ система е двуосна, а обектите, размерите и разстоянията се описват с 2 координати за позиция (x, y) и с 2 параметъра за ширина и височина (W, H). CorelDRAW е обектно-ориентирана програма, защото всичко, което създава, разпознава и обработва, са обекти. Тя е векторна и обектно-рисуваща, защото инструментите за рисуване създават обекти, дефинирани с векторна и илюстрационна математика, поради което е особено подходяща за създаване на художествени, учебни и технически илюстрации.
Програмата предлага собствен графичен файлов формат CDR, който запазва всички атрибути, използвани по време на работа, а също така поддържа още 100 графични формата. За зареждане на файловия формат CDR версия 10 и по-стара, може да се използва и програмата Adobe Illustrator.